# (100302) 1995 FQ14
(100302) 1995 FQ14 es un asteroide perteneciente al cinturón de asteroides, descubierto el 27 de marzo de 1995 por el equipo del Spacewatch desde el Observatorio Nacional de Kitt Peak, Arizona, Estados Unidos.

## Designación y nombre
Designado provisionalmente como 1995 FQ14.

## Características orbitales
1995 FQ14 está situado a una distancia media del Sol de 2,633 ua, pudiendo alejarse hasta 3,132 ua y acercarse hasta 2,133 ua. Su excentricidad es 0,189 y la inclinación orbital 12,14 grados. Emplea 1560 días en completar una órbita alrededor del Sol.

## Características físicas
La magnitud absoluta de 1995 FQ14 es 16,1.